# Nieszpory ludźmierskie
Nieszpory ludźmierskie – oratorium Jana Kantego Pawluśkiewicza do słów Leszka Aleksandra Moczulskiego, napisane w 1992 roku.
Nieszpory ludźmierskie składają się z kilkunastu pieśni − psalmów, śpiewanych w partiach solowych i z chórem. Muzyka napisana przez kompozytora jest różnorodna i zawiera na tle klasycznym elementy folkloru góralskiego, muzyki orientalnej, tradycyjnej kościelnej, a także partie chorałowe. Prawykonanie utworu odbyło się 28 września 1992 w sanktuarium w Ludźmierzu. Dwa dni później odbył się koncert w Nowym Targu, a kolejny koncert w kościele augustianów w Krakowie 2 października 1992 został zarejestrowany na płycie.
Na całość dzieła składają się następujące części:
1. Matko Boska Ludźmierska
2. W Loretto i w Gorcach
3. Psalm Na otwarcie oczu
4. Tyś miłosierdzia Pan
5. Psalm Na wyjście (Pękł, pękł smok)
6. Psalm Skruchy
7. Psalm O Jeruzalem
8. Psalm 68 (Góry Baszanu)
9. Psalm 75 (Pyszni się, pyszni)
10. Psalm Wieczorny
11. Psalm (Z listu Św. Pawła)
12. Psalm 37 (Nie gniewaj się na łotra)
13. Psalm 100 (Chwalcie Pana z mocą)
14. Psalm 120 (Za długo w Meszeku)
15. Psalm 66 (Kazałeś, kazałeś)
16. Psalm 64 (Zwyciężył prawość)
17. Psalm 60 (Nie zwyciężą świata)
18. Błogosławmy Panu
19. Matko Boska Ludźmierska